# Мустафинский сельсовет
Мустафинский сельсовет — муниципальное образование в Бакалинском районе Башкортостана.

## Население
| 2002 | 2009  | 2010 | 2012 | 2013 | 2014 | 2015 |
| ---- | ----- | ---- | ---- | ---- | ---- | ---- |
| 1151 | ↘1049 | ↘957 | ↘934 | ↘924 | ↘915 | ↘904 |
| 2016 | 2017  |      |      |      |      |      |
| ↘893 | ↘879  |      |      |      |      |      |

## Состав сельского поселения
| № | Населённый пункт | Тип населённого пункта       | Население |
| - | ---------------- | ---------------------------- | --------- |
| 1 | Мустафино        | село, административный центр | ↘821      |
| 2 | Нарат-Елга       | село                         | →120      |
| 3 | Пальчиково       | деревня                      | →16       |